# Química amadora
A química amadora ou química doméstica é a busca da química como um hobby particular. A química amadora é feita, geralmente, com quaisquer substâncias químicas disponíveis para obtenção na privacidade de sua casa. Não deve ser confundida com a química clandestina, que envolve a produção ilícita de drogas ilegais . [a] Alguns químicos amadores notáveis foram Oliver Sacks e Sir Edward Elgar .

## História

### Origens
A química amadora compartilha a sua origem com a da química em geral. Os pioneiros da química moderna, como Robert Boyle e Antoine Lavoisier, foram cientistas independentes que realizaram as suas pesquisas independentemente da sua fonte de rendimentos. Somente com a chegada da era industrial e da ascensão das universidades como instituições de pesquisa, surgiu uma distinção significativa entre amadores e profissionais. Ainda assim, o progresso amador durou até o século XIX. Por exemplo, em 1886, Charles Martin Hall co-inventou o processo Hall-Héroult para extrair alumínio do seu óxido enquanto trabalhava num barracão de madeira atrás da casa da sua família. A história da química amadora se encaixa bem com a história da química em geral. A história da química representa um período de tempo da antiguidade até o presente. No ano 1000 a.C., as civilizações usavam tecnologias que formariam a base para os vários ramos da química. Esses processos incluem: extrair metais a partir dos seus minérios, fazer cerâmica e esmaltes, fermentar cerveja e vinho, extrair químicos de plantas para remédios e perfumes, transformar gordura em sabão, produzir vidro e fazer ligas metálicas como bronze.

### A química como um hobby
Durante grande parte do século XX, a química amadora foi um hobby comum, com conjuntos de química de alta qualidade prontamente disponíveis e fornecedores de laboratório vendendo livremente para amadores. Por exemplo, Linus Pauling não teve dificuldade em adquirir cianeto de potássio aos onze anos de idade. No entanto, devido às crescentes preocupações sobre terrorismo, drogas e segurança, os fornecedores tornaram-se cada vez mais relutantes em vender a amadores, e os conjuntos de produtos químicos foram diminuindo constantemente. Esta tendência continuou gradualmente, deixando entusiastas em muitas partes do mundo sem acesso à maioria dos reagentes .

## Químicos amadores notáveis
- O pioneiro da Internet, Vint Cerf, o co-fundador da Intel, Gordon Moore, e o co-fundador da Hewlett Packard, David Packard costumavam praticar química amadora.[1]
- O neurologista britânico Oliver Sacks era um químico amador entusiasmado na sua juventude, como descrito no seu livro de memórias "" .[2]
- O químico Linus Pauling, vencedor de um Prémio Nobel, praticou química amadora na sua juventude.[8]
- O co-fundador da Wolfram Research, Theodore Gray, é um químico amador e colecionador de elementos .[9] As suas façanhas (principalmente a construção de uma mesa de madeira em forma de tabela periódica, com compartimentos que continham amostras reais de cada elemento) renderam-lhe o prémio Ig Nobel de química de 2002,[10] que ele aceitou como uma grande honra.[11] Gray escreve uma coluna para a revista Popular Science, onde apresenta as suas experiências caseiras.[12]
- O fogueteiro amador (e mais tarde engenheiro da NASA ) Homer Hickham, junto com os seus colegas Rocket Boys, experimentou uma série de propulsores de foguete caseiros. Estes propulsores incluíam o "Rocket Candy", feito de nitrato de potássio e açúcar, e o "Zincoshine", feito de zinco e enxofre, mantidos juntos com álcool de Moonshine .[13]
- O compositor Sir Edward Elgar praticava química amadora num laboratório montado no seu quintal.[3] O manuscrito original do prelúdio de O Reino está manchado de produtos químicos.[14]
- Robert Boyle é hoje amplamente considerado o primeiro químico moderno e, portanto, um dos fundadores da química moderna e um dos pioneiros do método científico experimental moderno.

## Restrições
Embora este hobby seja, provavelmente, legal na maioria das jurisdições, [b] o relacionamento entre químicos amadores e as forças de segurança é geralmente acidentado. Os químicos amadores são frequentemente afetados por leis destinadas a combater drogas e terrorismo . Além disso, muitas empresas de fornecimento de químicos recusam-se a vender a amadores, com estas políticas sendo, algumas vezes, declaradas abertamente.  

### Canadá
No Canadá, uma ampla gama de reagentes básicos de laboratório, como ácido nítrico e peróxido de hidrogénio, são restritos como "precursores de explosivos".

### Alemanha
Químicos amadores alemães foram perseguidos pela polícia, apesar de não estarem na posse de produtos químicos ilegais.

### Estados Unidos da América
Nos Estados Unidos, algumas regiões possuem regulamentos rigorosos sobre a posse de produtos e equipamentos químicos. Por exemplo, uma vez o Texas exigiu o registo até mesmo dos artigos de vidro de laboratório mais básicos. No entanto, esse requisito foi revogado a 6 de junho de 2019.
A United Nuclear, uma fornecedora da ciência amadora com sede no Novo México, foi invadida a pedido da Comissão de Segurança de Produtos para Consumidores dos EUA  e posteriormente multada em 7.500$ pela "Venda de componentes ilegais de fogos de artifício".
A Administração de Repressão a Drogas dos Estados Unidos mantém listas relacionadas à classificação de drogas ilícitas, que contêm produtos químicos usados na fabricação de substâncias controladas/drogas ilícitas. As listas são designadas pela Lei de Substâncias Controladas, 21 U.S.C. § 802 , parágrafos 34 (lista I) e 35 (lista II).